# Dżidam
Dżidam (arab. جدام) – miejscowość w Egipcie, w muhafazie Al-Minufijja. W 2006 roku liczyła 3766 mieszkańców.